# Étrez
Étrez korábbi község (település) Franciaországban, Ain megyében. 2019. január 1-jén Cras-sur-Reyssouze községgel egyesült és delegált községként Bresse Vallons új község része lett.
Lakosainak száma 806 fő (2018. január 1.). Étrez Cras-sur-Reyssouze, Foissiat, Malafretaz és Marboz községekkel határos.

## Népesség
A település népességének változása:
| Lakosok száma | 398  | 398  | 505  | 642  | 754  | 800  | 793  | 815  | 811  | 806  |
|               | 1968 | 1975 | 1982 | 1999 | 2006 | 2011 | 2013 | 2016 | 2017 | 2018 |